# Izvoru Bârzii
Izvoru Bârzii – wieś w Rumunii, w okręgu Mehedinți, w gminie Izvoru Bârzii. W 2011 roku liczyła 682 mieszkańców.